# Joseph Parrocel
Pour les articles homonymes, voir Parrocel.
Joseph Parrocel, né à Brignoles le 3 octobre 1646 et mort à Paris, le 1er mars 1704, est un peintre, dessinateur et graveur français surnommé le Parrocel des Batailles.
Sa technique libre et vigoureuse fut particulièrement appréciée par le roi Louis XIV. Celui-ci lui confia, notamment, les travaux de décoration de la salle à manger  de l'appartement du roi du château de Versailles et de l’hôtel des Invalides.

## Généalogie
- Georges Parrocel, peintre, (Montbrison, vers 1540 - Montbrison, vers 1614), aucune œuvre connue.
  - Son fils Barthélemy Parrocel, peintre, (Montbrison, vers 1595 - Brignoles, 1658 ou 1660), aucune œuvre connue.
    - Ses fils peintres: Jean Barthélemy, (1631-1667), Louis, (1634-1703), Joseph Parrocel (1646-1704).

Joseph est l'oncle de Pierre Parrocel.

## Biographie
Joseph Parrocel, né à Brignoles le 3 octobre 1646, est le fils du peintre Barthélemy Parrocel et de Catherine Simone. il est le frère de Louis Parrocel (1634-1694) également peintre. Après la mort de son père qui lui a appris les rudiments de la peinture, il décide de rejoindre son frère Louis au château de Lussan situé dans le département du Gard pour devenir peintre comme lui. Peu satisfait de cet enseignement, il quitte son frère pour se rendre à Marseille où il participe à la décoration intérieure de navires construits par un entrepreneur.
Après un bref retour à Brignoles, il se rend à Paris où il séjourne de 1664 à 1667 et y fréquente le milieu artistique parisien. Il maîtrise désormais l'art de la peinture qui lui permet de vivre. Il part en Italie où il séjourne d'abord à Rome vers 1667. Bien que ce séjour italien soit mal connu, on sait qu'il devint l'élève de Jacques Courtois (1621-1676), célèbre peintre de bataille, pour qui le thème du choc de cavalerie est l’iconographie largement dominante de son œuvre. Il se rend ensuite dans plusieurs villes italiennes dont Venise.
En juillet 1675 Joseph Parrocel retourne à Paris où la situation y a beaucoup changé depuis son dernier séjour car la France est alors en guerre contre les hollandais. Six mois après son arrivée il épouse Catherine Angélique Jaquelin fille du bourgeois jean Jaquelin et de Marie Titon, sœur de Maximilien Titon marchand d'armes enrichi par les guerres de Louis XIV. Il gagne rapidement l'estime des amateurs d'art de la capitale. Le 29 février 1676 il se présente à l'académie royale de peinture et de sculpture qui agrée l'artiste et lui demande de réaliser un tableau sur l'histoire du roi. Le 28 mars 1676 il présente plusieurs projets, puis le 14 novembre 1676  son tableau de réception qui représente Louis XIV dirigeant le siège de Maestricht actuellement au musée de Versailles. Pour sa première peinture officielle joseph Parrocel a dû abandonner la représentation frontale d’un choc de cavalerie et se conformer aux principes de la bataille topographique chère à Van der Meulen.
Malgré cette admission à l'académie de peinture, Joseph Parrocel ne parvient pas à faire une carrière officielle, le clan Colbert/Le Brun ne voulant pas l'employer. La paix revenue avec la fin de la guerre de Hollande et le traité de Nimègue, le roi Louis XIV crée par ordonnance royale du 24 mai 1670 l'hôtel des Invalides destiné aux militaires âgés, blessés ou devenus inaptes à la guerre. Joseph Parrocel est chargé par Louvois de la décoration d'un des quatre réfectoires où il réalise, durant les années 1679 et 1680, vingt et une peintures sur enduit et pierre. Les autres réfectoires sont décorés par Jacques Antoine Friquet de Vauroze et probablement une association des frères Michel Corneille le Jeune et Jean-Baptiste Corneille.
Louvois qui à la mort de Colbert lui a succédé dans la charge de surintendant des Bâtiments, demande à Joseph Parrocel de peindre un grand dessus-de-cheminée pour orner la salle des gardes du roi au château de Versailles. Le tableau représentant La charge des gardes du corps du roi sera livré le 15 avril 1685. Cette œuvre n'ayant pas déplu, le surintendant lui commande onze tableaux pour le décor de la salle du Grand Couvert. Joseph Parrocel, dix ans après son arrivée à Paris est au sommet de sa carrière. De 1686 à 1688 il livre pour honorer cette commande : quatre dessus-de-porte, six entre-fenêtres et un grand tableau. Durant cette période l'artiste reçoit dans son atelier ses neveux Pierre et Jacques-Ignace Parrocel.
Durant la guerre de la ligue d'Augsbourg (1688-1697) Joseph Parrocel accorde une plus grande place à la nature, aux paysages, à la chasse et à la peinture religieuse. Il réalise ainsi Saint Jean prêchant dans le désert, May de Notre-Dame actuellement au musée des Beaux-Arts d'Arras. À la même époque il peint, pour le couvent des Petits-Pères de la place des Victoires, un tableau représentant Saint Augustin guérissant les possédés. Après avoir été mis à l'écart des chantiers royaux depuis plus de dix ans, Louis XIV lui commande pour décorer l'antichambre de l'appartement du roi au château de Marly un tableau représentant Le passage du Rhin à Tolhuis qui se trouve actuellement au Louvre.
Joseph Parrocel est victime d'une attaque d'apoplexie fin février 1704 et meurt le 1er mars 1704. Il est inhumé en l'église Saint-Sauveur de Paris. Le 16 juillet 1704 est dressé un inventaire qui donne une description assez précise de l'appartement du peintre situé rue Renard. Dans la cave il y avait une presse en bois de chêne pour imprimer les estampes : c'est donc chez lui que l'artiste a pu réaliser l'impression de la Vie du Christ. Dans la salle principale était rassemblé un grand nombre de tableaux (cent cinquante et un) dont environ le tiers seulement est attribué à joseph Parrocel. Les sujets représentés montrent la diversité de l'artiste à la fin de sa vie. En effet en plus des sujets militaires on trouve des portraits, des scènes de genre et des sujets de chasse. D'après cet inventaire on sait que sa bibliothèque comportait trente-quatre volumes, mais il faut savoir que seuls les ouvrages de valeur étaient inventoriés.

## Peintures de Joseph Parrocel

### France
- Aix-en-Provence, Musée Granet : 
  - Campement, 78,2 × 62 cm[JD 14].Campement, musée Granet, Aix-en-Provence..
  - La Chasse au sanglier, 86 × 117 cm[1] ,[JD 15].

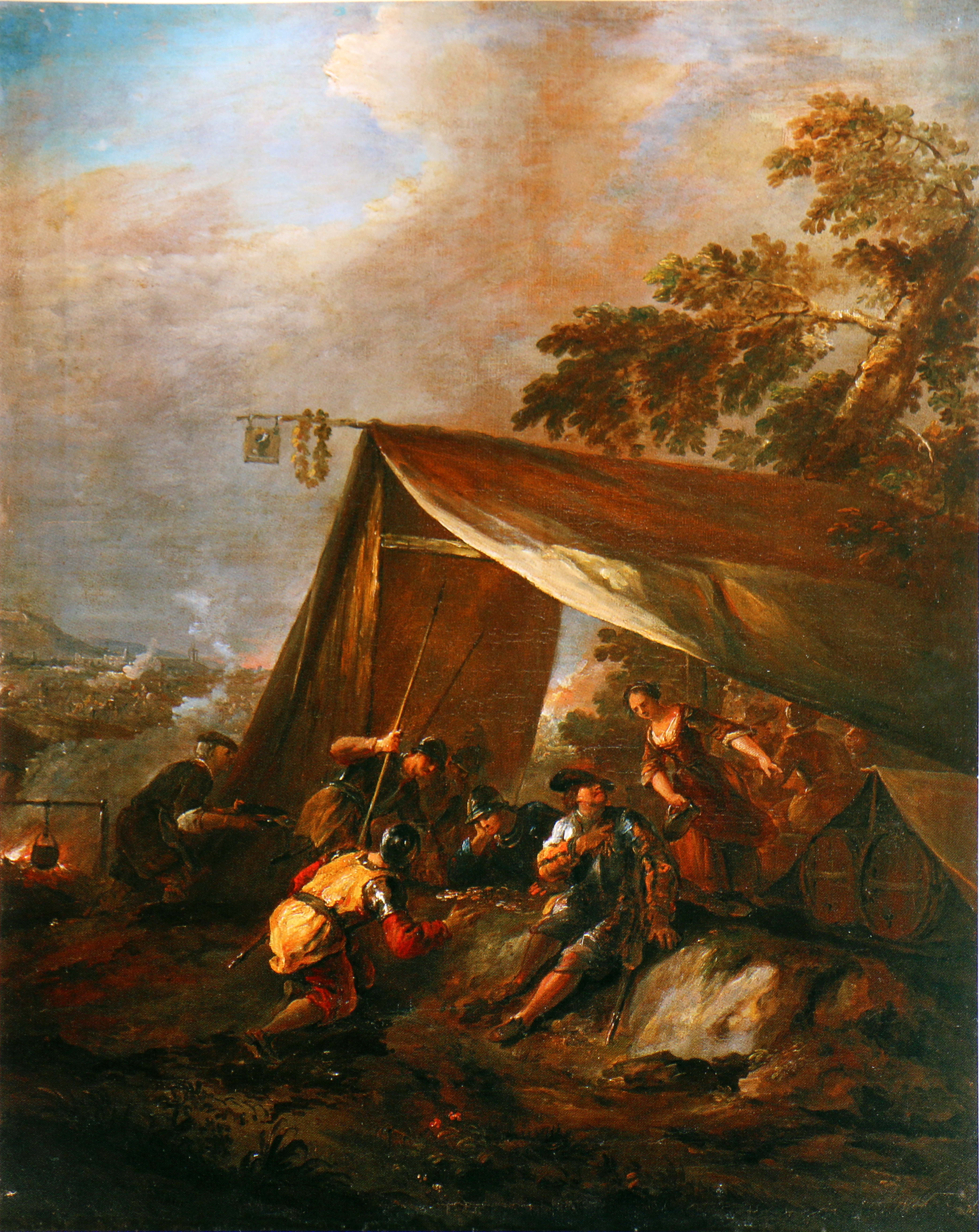
Campement, musée Granet, Aix-en-Provence.

  - Combat sur un pont-levis, 85,5 × 117 cm[JD 16].
- Angoulême, musée :  
  - Combat entre Turcs et Chrétiens, 47 × 69 cm[JD 17].
  - Combat de cavalerie, 50 × 68 cm[JD 17].
- Arras, musée des Beaux-Arts : Saint Jean Prêchant dans le désert[JD 18].
- Carcassonne, musée des beaux-arts, 
  - Choc de cavalerie, 48 × 64 cm[JD 19].
  - Combat de chrétiens et de turcs 73 × 94 cm[2].
- Clamecy, musée d'Art et d'Histoire Romain Rolland, ; Bataille avec un cavalier pointant son épée sur un autre, 51 × 73 cm[JD 5].
- Compiègne, musée Antoine Vivenel :
  - Trompette annonçant la fin du combat et moine assistant un mourant, 47 × 63 cm[JD 20] , [J 1].
  - Engagement de cavalerie, 47 × 62 cm[JD 20] , [J 2].
- Épinal, musée départemental d'art ancien et contemporain : Combat entre Turcs et Chrétiens sur un pont, 54 × 90 cm[JD 21].
- Nantes, musée des beaux-arts : Saint Augustin guérissant les malades, huile sur toile, 169 × 256 cm[3], [JD 22].
- Perpignan, musée Hyacinthe-Rigaud : Choc de cavalerie devant une ville fortifiée, 45 × 28 cm[JD 23].
- Paris
  - Musée du Louvre
    - Passage du Rhin par l'armée de Louis XIV, à Tolhuis[4], 1699, huile sur toile, 191 × 161 cm[5]

  - Hôtel des Invalides :Les conquestes du Roy Louis le grand aux années 1676, 1677 et 1678. Vue centrale du tableau, Hôtel des Invalides.

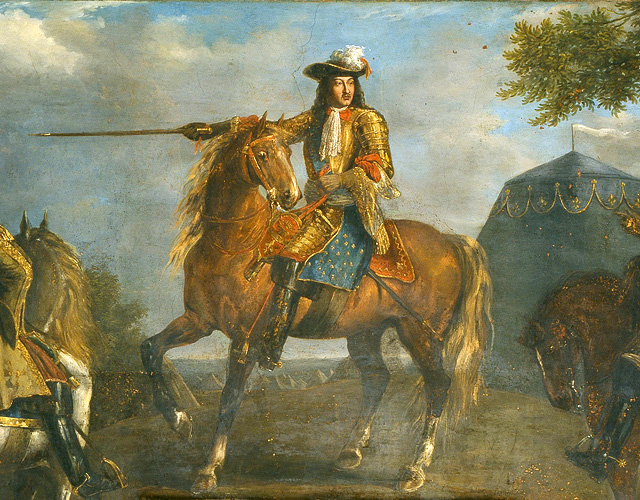
Les conquestes du Roy Louis le grand aux années 1676, 1677 et 1678. Vue centrale du tableau, Hôtel des Invalides.

    - Les conquêtes du roi Louis le grand aux années 1676, 1677 et 1678, 420 × 620 cm[JD 24].
    - Prise de Bouillon, le 30 septembre 1676, 460 × 560 cm[JD 24]
    - Prise du fort de Lynck, le 9 août 1676, 132 × 78 cm[JD 24]
    - Prise de Fribourg, le 15 novembre 1677, 460 × 560 cm[JD 25].
    - Prise de Saint-Ghislain, le 11 décembre 1677, 132 × 82 cm[JD 25]
    - Bataille de Saint-Denis, le 14 août 1678, 460 × 214 cm[JD 25]
    - Prise de Puycerda, le 31 mai 1678, 132 × 82 cm[JD 25]
    - Secours de Charleroi, le 14 août 1677, 460 × 560 cm[JD 25]
    - Prise du Fort Rouge, le 12 mars 1678, 132 × 82 cm[JD 26].
    - Prise d'Ypres, le 26 mars 1678, 460 × 213 cm[JD 26]
    - Le Pont brulé, 26 juillet 1678, 133 × 80 cm[JD 26]
    - Prise de Valenciennes, le 4 mars 1677, 455 × 564 cm[JD 26]
    - Prise de Condé-sur-Escaut, 16 avril 1676, 135 × 83 cm[JD 26]
    - Prise de Cambrai, 27 mars 1677, 455 × 557 cm[6]
    - Les Deux armées en présence de Valenciennes, le 11 mai 1677, 132 × 83 cm[JD 27].
    - Le secours de Maastricht, du 7 juillet au 27 août 1676, 455 × 950 cm[7] , [JD 27].
    - Prise de Bouchain, 2 mai 1676, 135 × 82 cm[JD 27].
    - Bataille de Cassel, le 11 avril 1677, 460 × 560 cm[JD 27].
    - Prise de Saint-Omer, le 22 avril 1677, 136 × 70 cm[JD 27].
    - Prise de Gand, 5 mars 1678, 460 × 560 cm[JD 28].
    - Prise d'Aire-sur-Lys, 18-31 juillet 1676, 133 × 75 cm[JD 28]
    - Les Nations de l'Europe remercie [sic] le Roy de la paix de l'année 1679, 434 × 630 cm[JD 28]

- Poitiers, musée Sainte-Croix : Combat de cavalerie, 30 × 40 cm[JD 17]
- Riom, musée Mandet : Gentilhomme à qui l'on tend un panier de cerises, 38,5 × 48,5 cm[JD 29].
- Tours, musée des beaux-arts : Foire de Bezons, 158 × 204 cm[JD 30].
- Versailles, château de Versailles :
  - Vers 1685 le surintendant des bâtiments du roi commande à Joseph Parrocel onze peintures de bataille pour décorer la première antichambre ou salon du grand couvert de l'appartement du roi. Ces onze peintures ne constituent pas un cycle, mais sont des tableaux sans ordre et sans propos narratif. Elles représentent ce que l'artiste a fait de plus audacieux et de plus hardi dans toute sa carrière[JD 31] et sont :
    - Grande bataille, 186 × 327 cm[8] , [JD 31]Grande bataille, musée du Louvre.

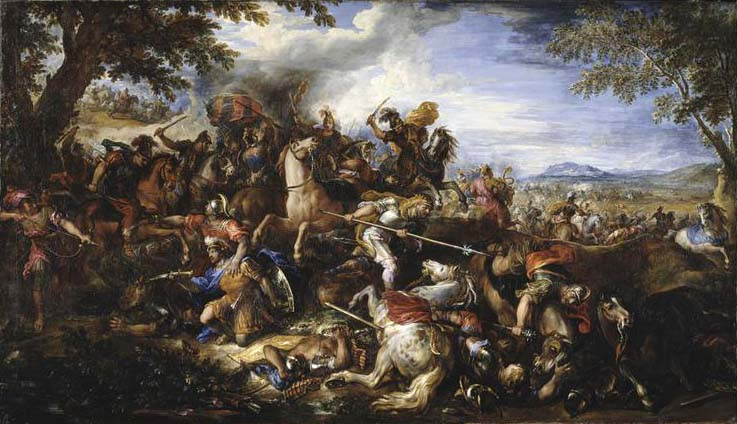
Grande bataille, musée du Louvre.

    - Cavaliers tenant un conseil de guerre, 110 × 183 cm[9] , [JD 32].
    - Forteresse prise d'assaut, 187 × 77 cm[10] , [JD 33].
    - Bataille avec un pont et une citadelle dans le lointain, 189 × 64 cm[11] , [JD 33]
    - Halte de cavaliers, 189 × 145 cm[12] , [JD 34].
    - Bataille sur un pont-levis, un cavalier fuyant sur le devant, 110 × 183 cm[13] , [JD 34].
    - Bataille avec un officier blessé et un cavalier renversé, 109 × 182 cm[14] , [JD 35].
    - Officiers de cavalerie conduisant leurs troupes[JD 35].
    - Combat avec un cavalier au sol, 189 × 87 cm[15] , [JD 36].
    - Soldats et prisonniers, 188 × 103 cm[16] , [JD 36].
    - Bataille avec un fantassin au centre, 110 × 184 cm[17] , [JD 36].

  - dans d'autres salles du château de Versailles se trouvent deux autres tableaux de l'artiste :
    - Louis XIV dirigeant le siège de Maestricht, 142 × 186 cm[18] , [JD 37].
    - Charges des Gardes du Corps du roi (ou Combat de Leuze), 160 × 219 cm[19] , [JD 38].

Peintures dans les musées français
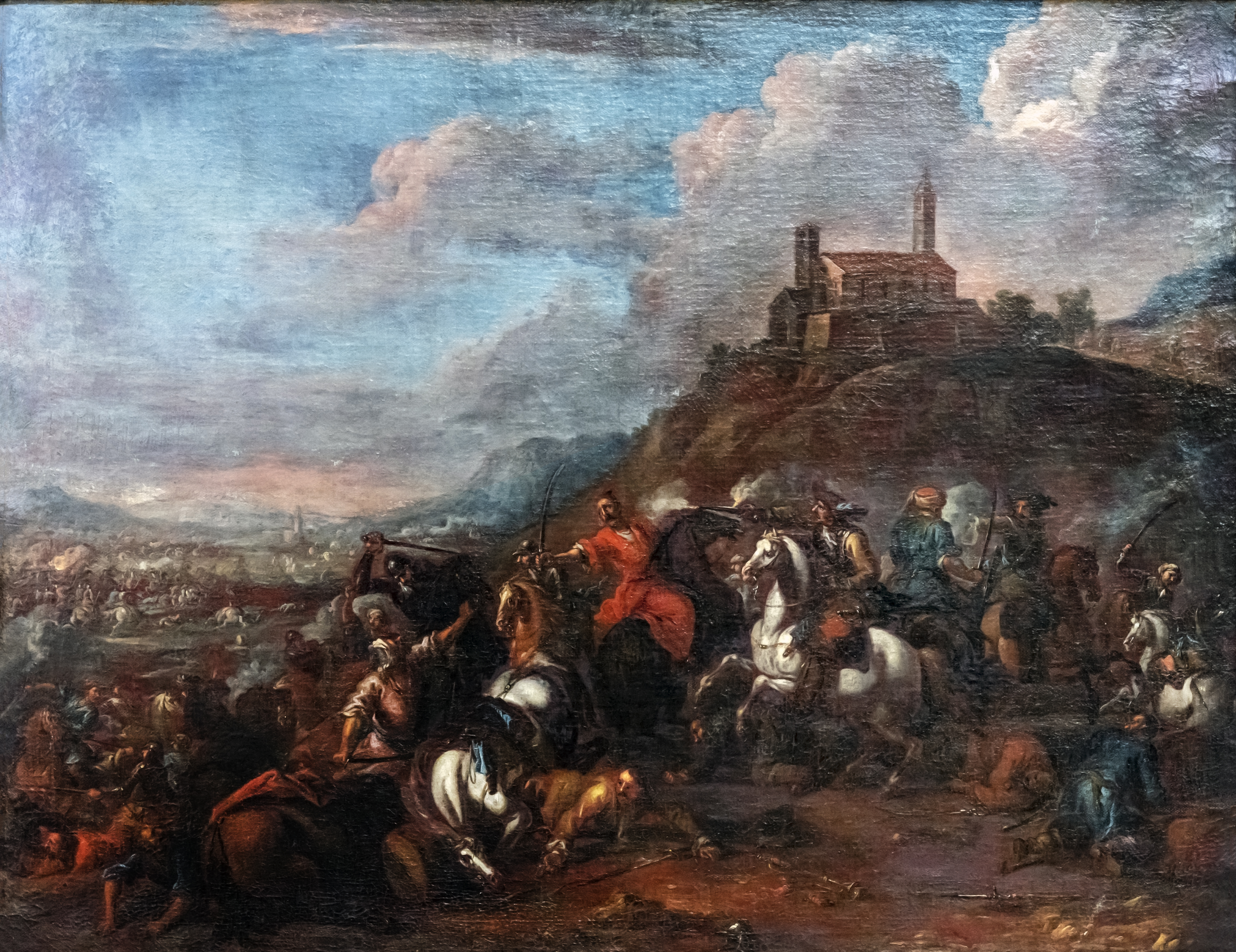
Combat de chrétiens et de turcs Musée des Beaux-Arts de Carcassonne.
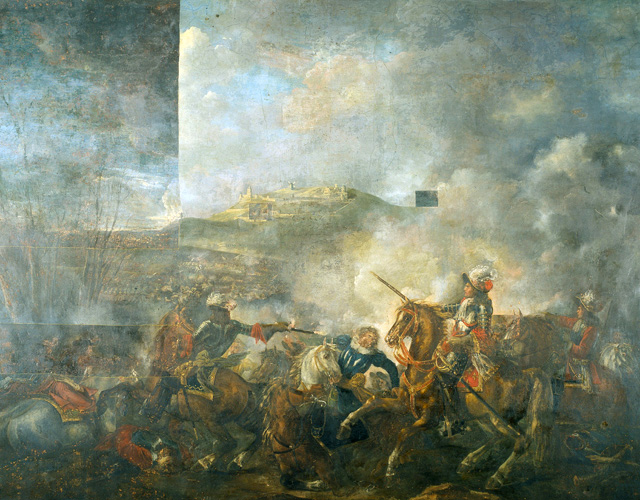
Bataille de Cassel, musée de l'Armée, Hôtel des Invalides.
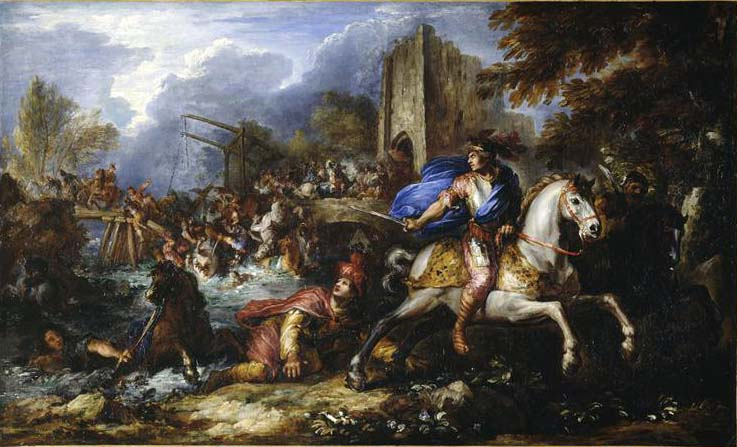
Bataille sur un pont-levis avec un cavalier fuyant sur le devant, château de Versailles.
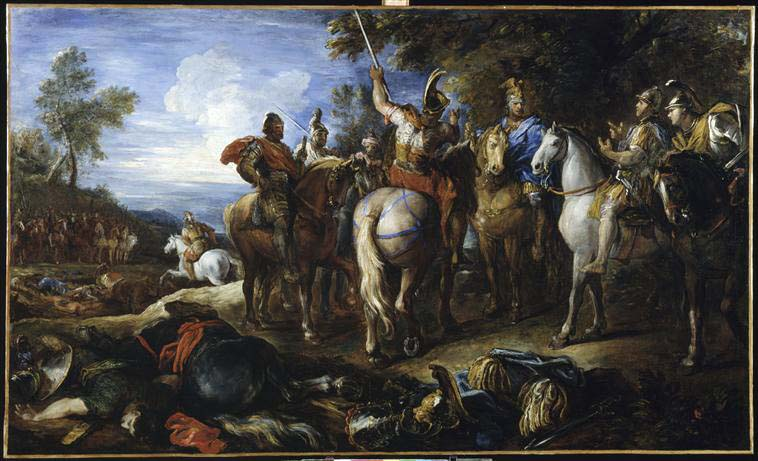
Cavaliers tenant un conseil de guerre, château de Versailles.
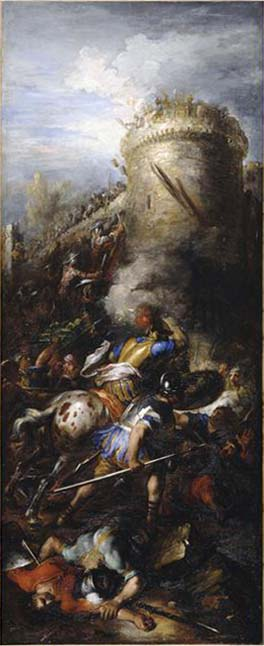
Forteresse prise d'assaut, château de Versailles.
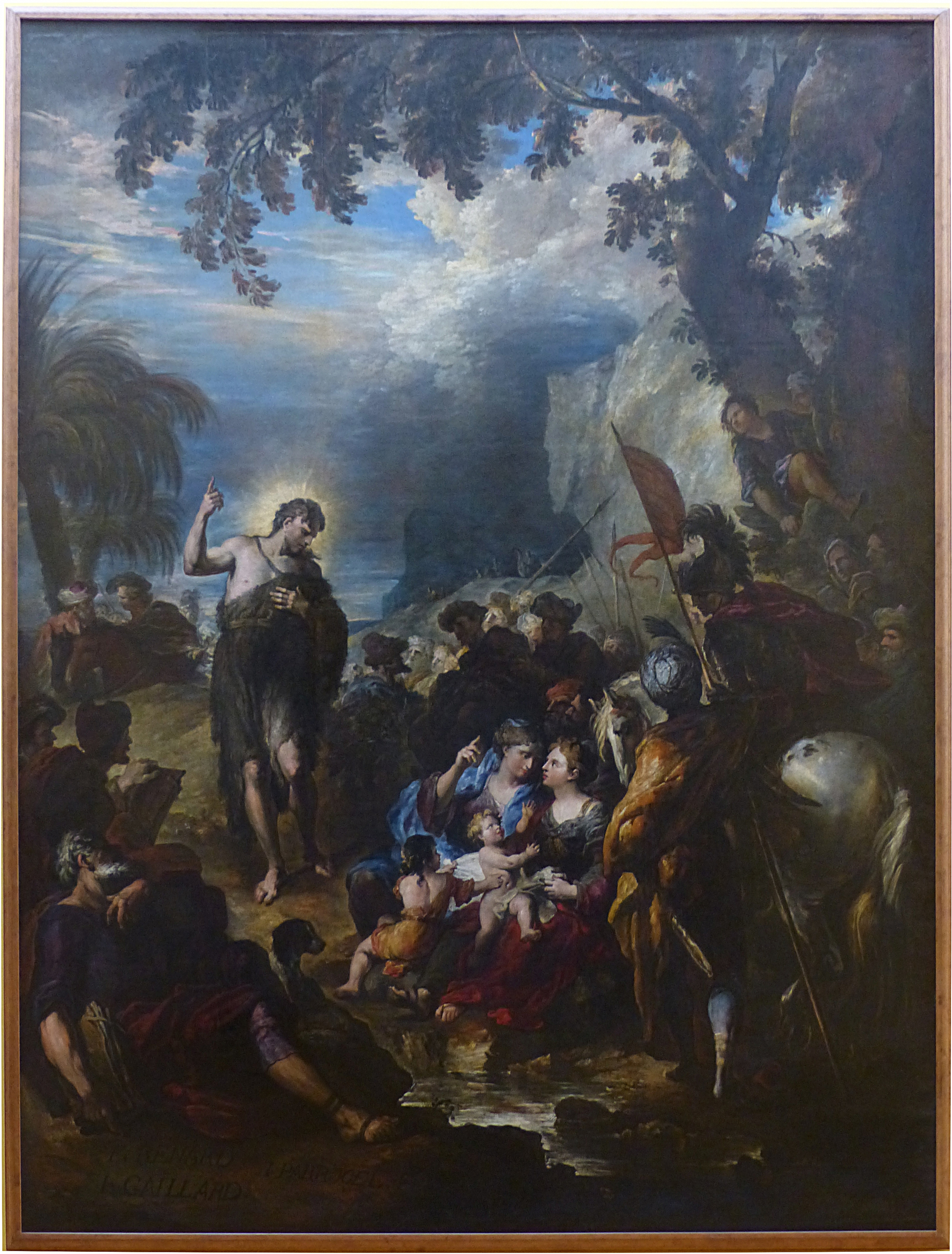
La Prédication de saint Jean Baptiste, musée des Beaux-Arts d'Arras.

### Étranger
Allemagne
- Leipzig, museum der bildenden Künste : Bataille de cavaliers[20]

États-Unis
- Los Angeles, musée d'art du comté de Los Angeles : 
  - Un roi sur un char avec un homme à ses côtés[JD 39] , [21]
  - Groupe de vieillards à qui l'on montre une pierre[JD 39] , [22].

Grande-Bretagne
- Londres, National Gallery : Le Retour de la chasse[23],[24]

Irlande
- Dublin, galerie nationale d'Irlande :
  - Chasse au lion, 114 × 150 cm[25] , [JD 40]
  - Offrande à la sultane, 112 × 147 cm[26] , [JD 18].

Italie
- Florence, palais Pitti : Chasse au sanglier avec une rivière au fond, 80 × 101 cm[JD 15]
- Florence, Musée des Offices : Combat de cavalerie (1690-1699), huile sur toile, 48 × 65 cm[27]

Roumanie
- Bucarest, musée national d'art de Roumanie : Assemblée de jeunes gens, 46 × 56,3 cm[JD 14].

Russie
- Saint-Pétersbourg, musée de l'Ermitage : 
  - Bataille, 66 × 117 cm[JD 41] , [28]
  - Siège, 66 × 115 cm[JD 41] , [29]

Peintures dans les musées étrangers
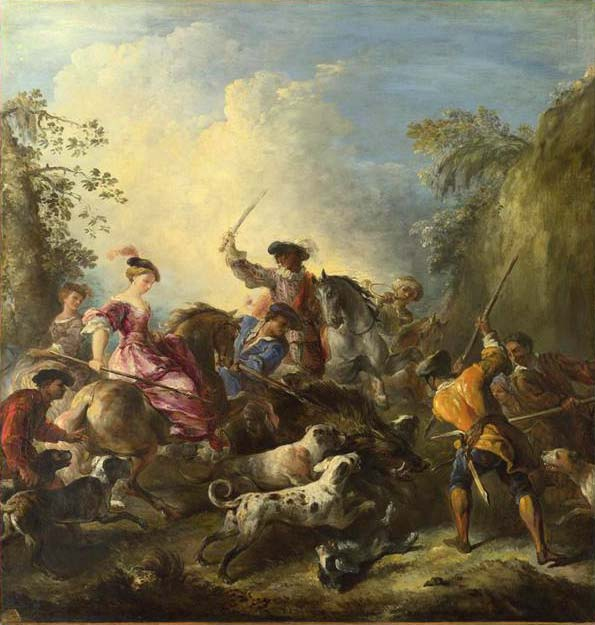
Chasse au sanglier, National Gallery, Londres.
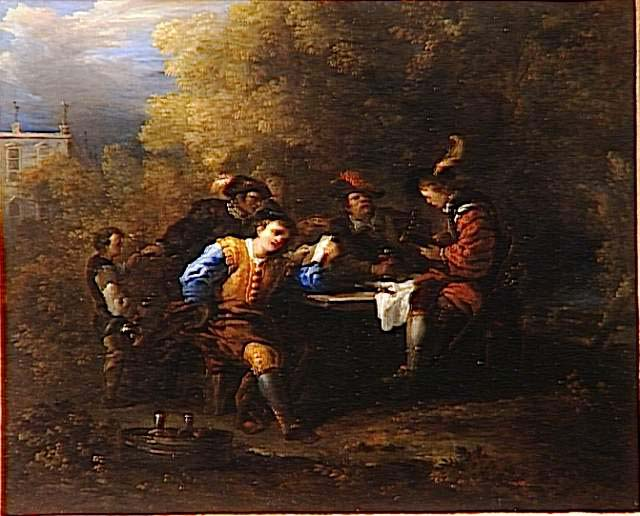
Assemblée de jeunes gens, musée national d'art de Roumanie, Bucarest.
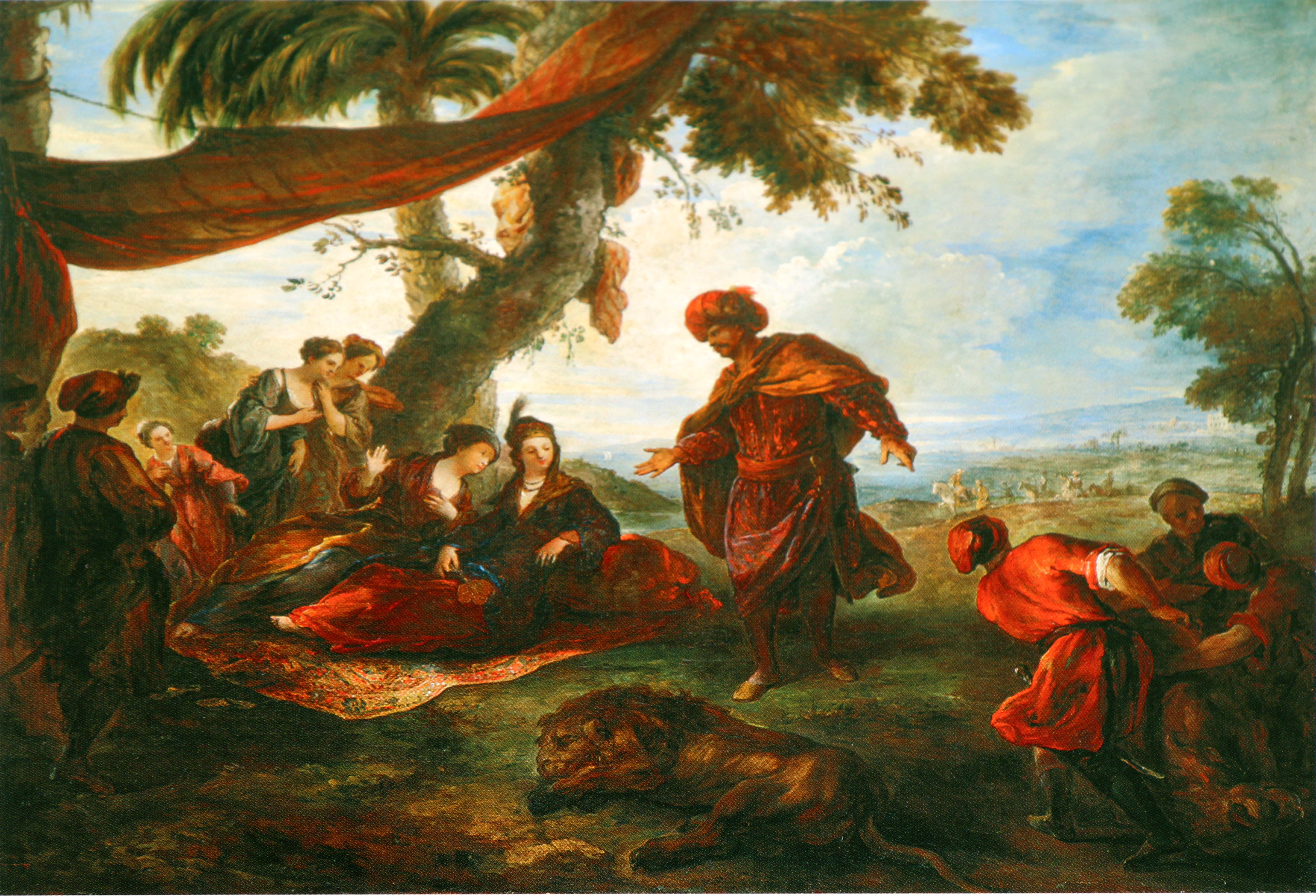
Offrande à la sultane,  Galerie nationale d'Irlande, Dublin.
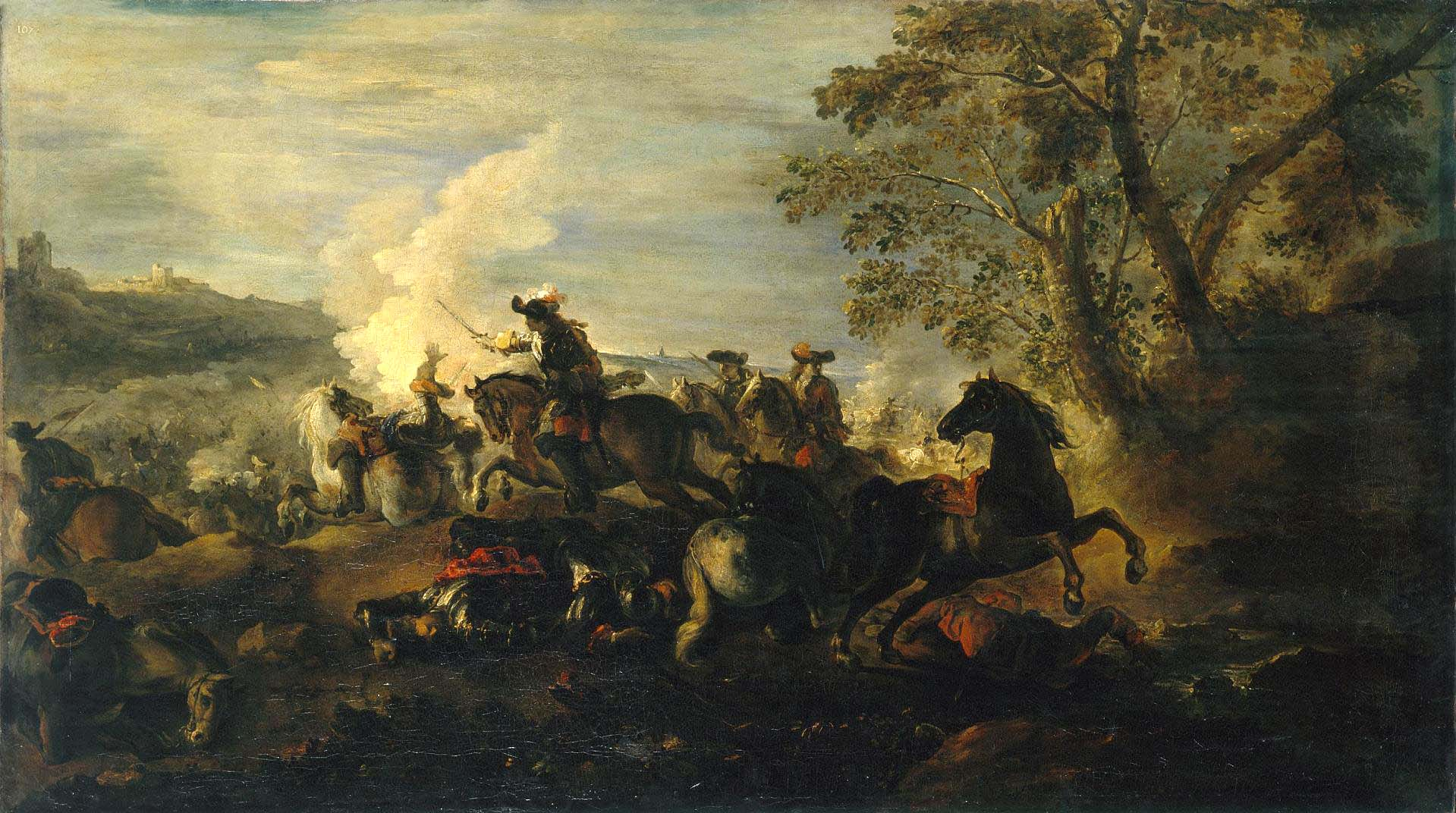
Bataille de Leuze, musée de l'Ermitage, Saint-Pétersbourg.

### Peintures rejetées
Dans son livre cité dans la bibliographie, l'historien de l'art Jérôme Delaplanche rejette l'attribution à Joseph Parrocel de certains tableaux qui lui étaient précédemment attribués. Selon lui les qualités distinctives du style de cet artiste sont aisément identifiables et le partage entre œuvres nées de son pinceau et celles peintes par d'autres artistes peut se faire sans trop d'hésitations, d'où le rejet des œuvres suivantes :
- Béziers, musée des beaux-arts : Bataille entre Maures et Castillans[JD 42].
- Brignoles, musée du pays brignolais : Bataille de Josué contre les Amalécites [JD 43].
- Carcassonne, musée des beaux-arts, Combat de Chrétiens et de Turcs, 73 × 94 cm[J 3] , [JD 43].
- Bordeaux, musée des beaux-arts : Josué arrêtant le soleil, 62 × 74 cm[J 4] , [JD 43].
- Meaux, musée Bossuet : Bataille, tableau attribué à Jacques-Ignace Parrocel[30]
- Rouen, musée des beaux-arts :
  - Choc de cavalerie, huile sur toile, 69 × 103 cm[J 5] , [JD 44]
  - Cavaliers et prisonniers, huile sur toile, 69 × 103 cm[J 6] , [JD 44].
- Toulon, musée d'art
  - Cavalier et son guide [JD 45]
  - Halte au bord de la mer [JD 45]

## Dessins
Joseph Parrocel semble avoir réalisé peu de dessins préparatoires pour ses peintures. Il entreprend le plus souvent ses tableaux directement sur la toile. Il utilise la pierre noire, la sanguine, la plume et l'encre, les lavis et parfois des rehauts d'aquarelle ou de gouache.
Contrairement à la peinture, l'attribution des dessins à Joseph Parrocel est difficile à l'exception d'un petit nombre. En effet beaucoup de dessins donnés à Jacques Courtois ont été progressivement désattribués pour être rendus à son entourage, en particulier à son élève Joseph Parrocel. De même le partage entre ce dernier et son fils Charles n'est pas facile.
À l'exception des dessins préparatoires à la réalisation des gravures religieuses (Mtstères et miracles de la vie de Notre Seigneur Jésus-Christ), les dessins attribués avec certitude à Joseph Parrocel et se trouvant dans le domaine public sont les suivants :

### France

#### Paris, musée du Louvre
- - Passage du Rhin à Tolhuis par les armées du roi, le 12 juin 1672, pierre noire, sanguine, plume et lavis brun avec rehauts de gouache blanche et grise, 35,8 × 39 cm[31].
  - Louis XIV à cheval entouré de cavaliers, Plume et pinceau, encres brune et noire, lavis gris et brun, avec rehauts d'aquarelle, sur traits de pierre noire, 21,1 × 33 cm[32].
  - Siège de Maastricht, plume et pinceau, avec encre brune, lavis brun et gris, avec rehauts de gouache blanche et rose, 34 × 56,3 cm[33].
  - Rapport durant une bataille, Plume et pinceau, encre brune, lavis brun, avec importants rehauts de gouache blanche, sur papier beige, 18,7 × 28,4[34].
  - Siège d'une ville au pied d'un pont-levis, Plume et encre brune, lavis brun et gris avec rehauts de gouache blanche et d'aquarelle, sur traits de pierre noire et papier beige, 29,9 × 49,2 cm[35].
  - Judith et Holopherne, Plume et pinceau, encres brune et noire, lavis gris, avec rehauts de gouache blanche, sur papier beige, 19,4 × 28,8 cm[36].
  - Halte de chasse, plume et encre brune, lavis gris et brun, sur traits de sanguine, 21,1 × 29 cm, parfois attribué à Charles Parrocel[JD 47].
  - Chasse au faucon, plume et encre brune, lavis gris, sur esquisse à la pierre noire, sur traits de pierre noire, 19,8 × 30,4 cm[37], parfois attribué à Charles Parrocel[JD 48].
- Grenoble, musée : Chasseurs à cheval, plume et encre noire, lavis de brun sur esquisse à la sanguine, 14,1 × 18,3 cm[JD 49]

#### Paris, Beaux-Arts[38]
- Le Christ au désert servi par des anges, pierre noire, plume, encre brune, aquarelle gouachée, sur papier imprimé d'un texte juridique en latin (vraisemblablement une page du Tractus de coniecturis ultimarum de Francesco Mantica), H. 22 ; L. 33.5 cm[39].

### Grande-Bretagne
- Londres, British Museum
  - Un écuyer préparant son cheval pour un officier, plume et encre brune, lavis de bistre et rehauts de blanc sur papier bleu, 18 × 28,2 cm[40].
  - Convoi militaire, plume et encre brune sur esquisse à la pierre noire, lavis de bistre et rehauts de blanc sur papier bleu, 18,3 × 28,7 cm[41]

Dessins de Joseph Parrocel
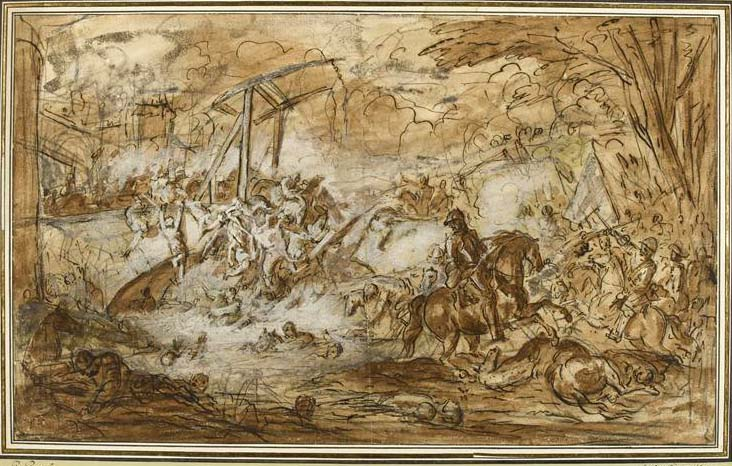
Affrontement de cavaliers sur un pont-levis devant les murailles d'une ville, musée du Louvre.
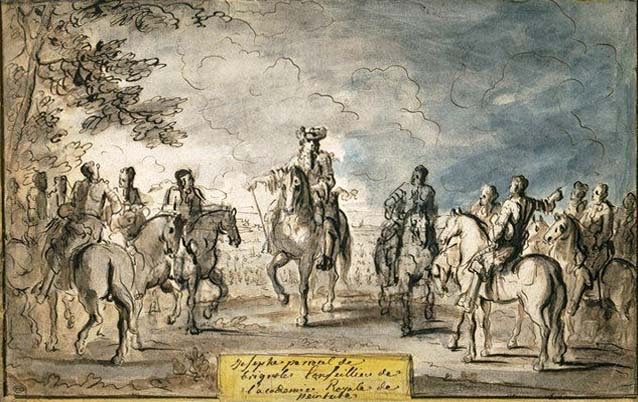
Louis XIV à cheval entouré de cavaliers, musée du Louvre.
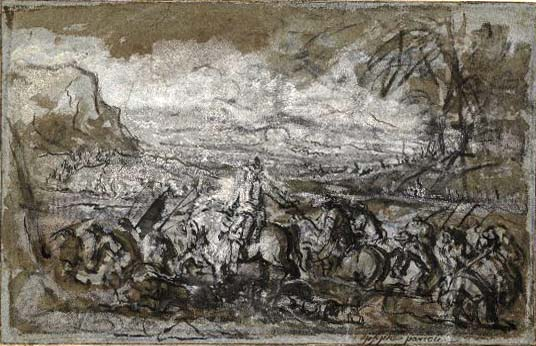
Convoi militaire, British Museum.

## Gravures
Joseph Parrocel pratique également l'art de la gravure. Il offre à Maximilien Titon, oncle de sa femme, une série de quatre gravures composée d'un frontispice et de trois sujets de batailles illustrant les épisodes de la guerre de Hollande : bataille de Senef, combat du col de Bagnols et bataille de Cassel. Les gravures non religieuses de l'artiste sont les suivantes :
- Frontispice
- Champ de bataille de Senef
- Champ de bataille de Cassel
- Combat du col de Bagnols
- L'Aurore
- Le Midi
- Le Soir
- La Nuit
- Bivouac : Cette eau-forte est une des très rares œuvres de Parrocel à représenter un site urbain[JD 51].
- Scène militaier de cavaliers

Gravures non religieuses de Joseph Parrocel
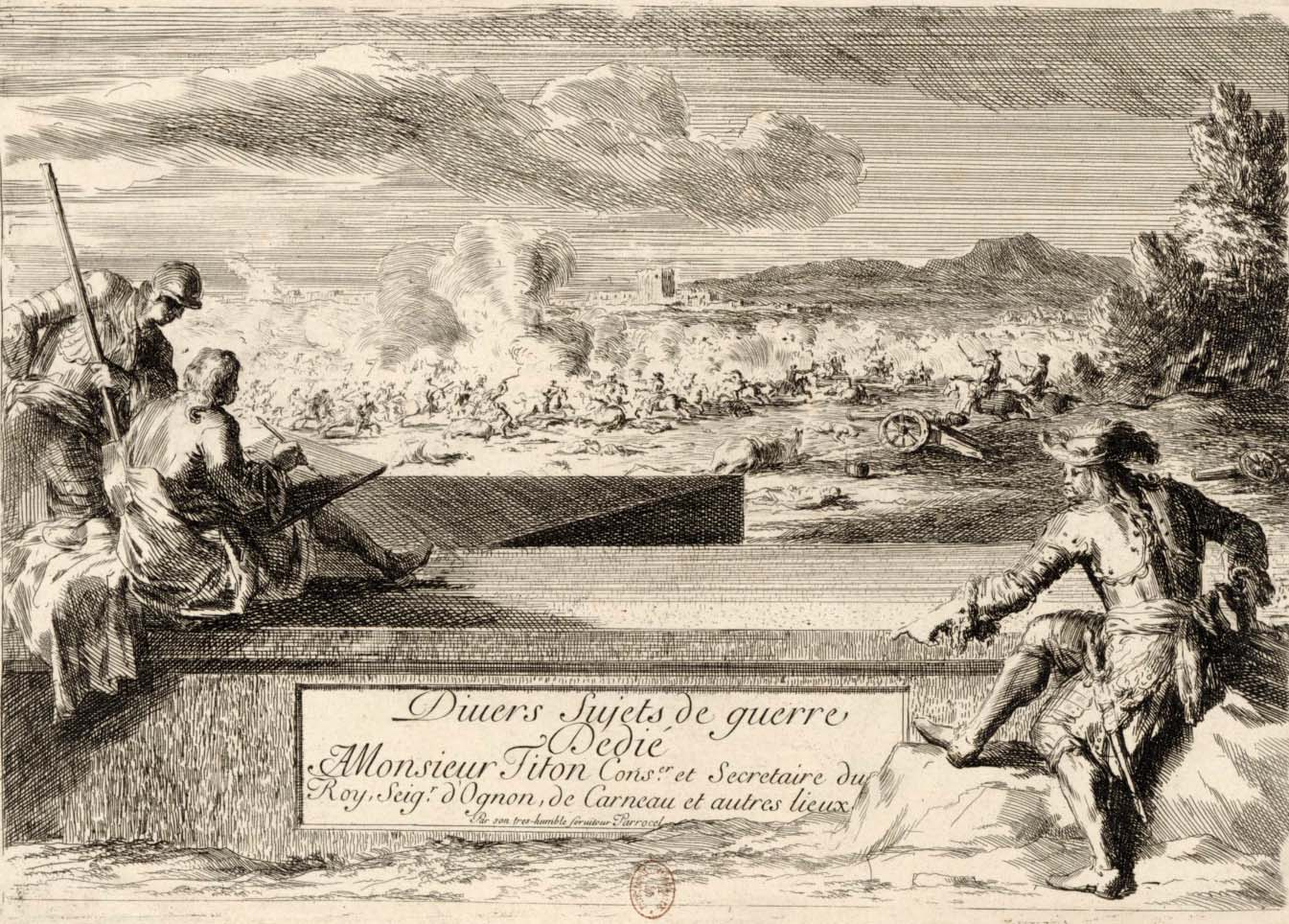
Frontispice.
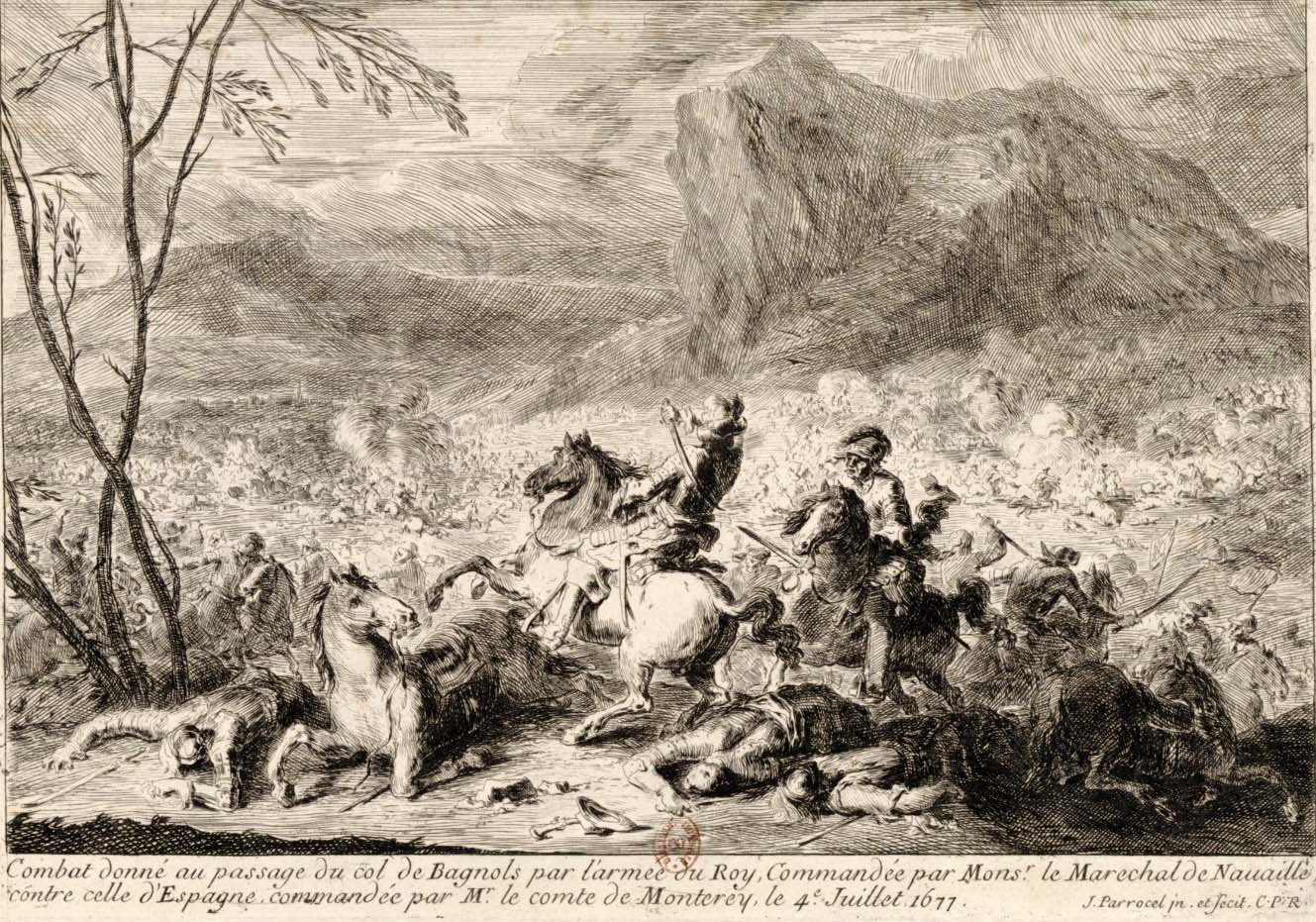
Combat du col de Bagnols.
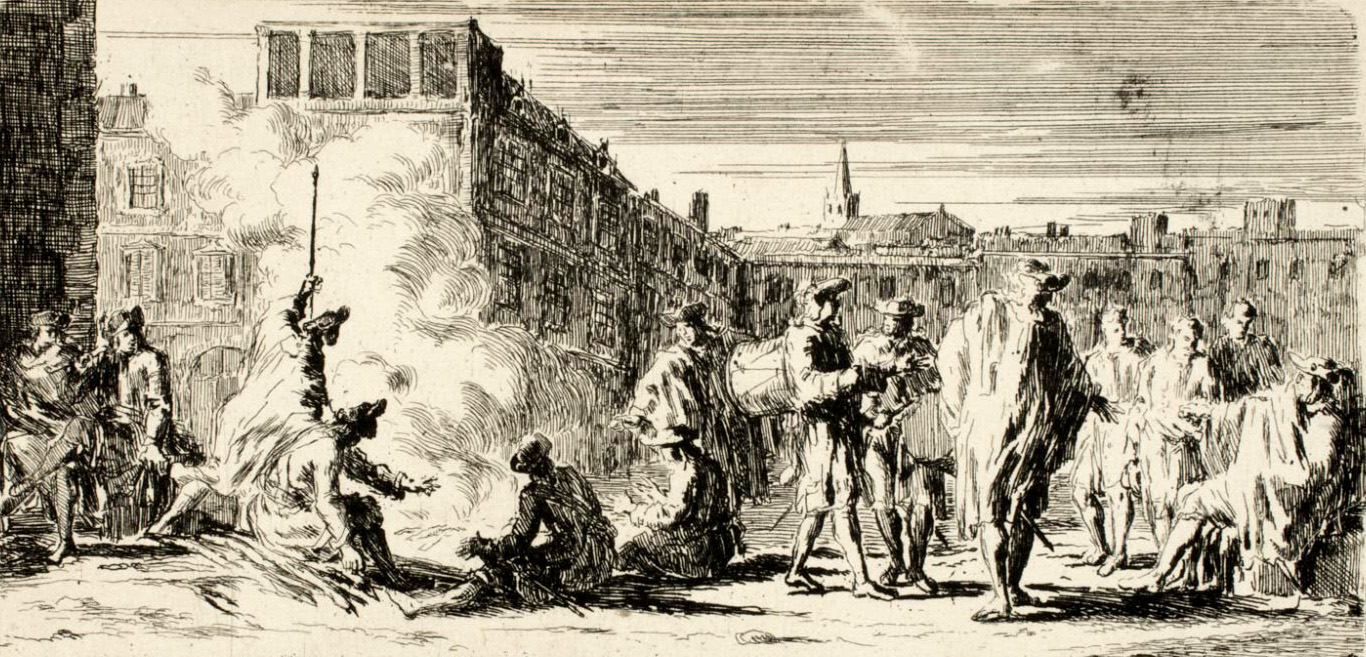
Bivouac.
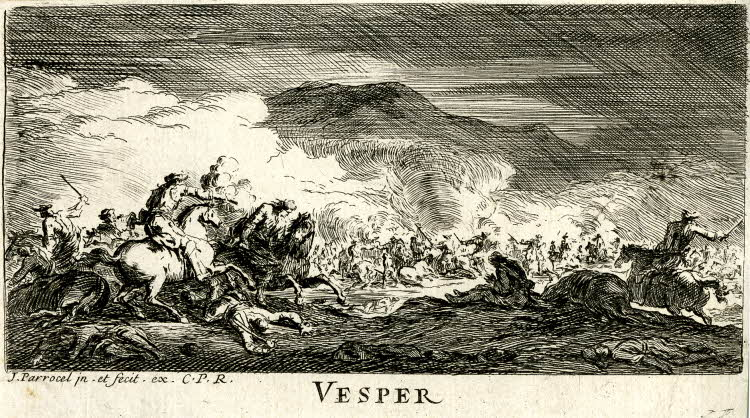
Le Soir.

Avec d'autres artistes il réalise l'illustration d'un missel édité à Paris en 1685 par Mabre-Cramoisy, puis réédité. Il décore ainsi huit têtes de chapitre par des gravures représentant l'Annonciation, l'adoration des Mages, l'Ascension, la Cène, la présentation au temple, la naissance de la Vierge, le martyre de saint Denis et de ses compagnons, et l'adoration du nom de Yaweh. Parrocel prend probablement gout à ce travail de gravure car il entreprend un vaste projet sur la vie du Christ. Il réalise un premier recueil de quarante-huit gravures à l'eau-forte titré Les Mystères de la vie de Notre Seigneur Jésus-Christ qu'il offrit à l'Académie royale de peinture et de sculpture en 1696. Ce recueil offert à l'Académie a probablement disparu. Les épreuves de ce premier état à l'eau-forte sont très rares. Les planches sont ensuite reprises au burin avec de nouvelles pièces portant le nombre de planches à soixante-cinq. Elles sont regroupées en deux séries :
- Les Mystères de la vie de Notre Seigneur Jésus-Christ (25 gravures)
- Les Miracles de la vie de Notre Seigneur Jésus-Christ (40 gravures)

Gravures religieuses de Joseph Parrocel
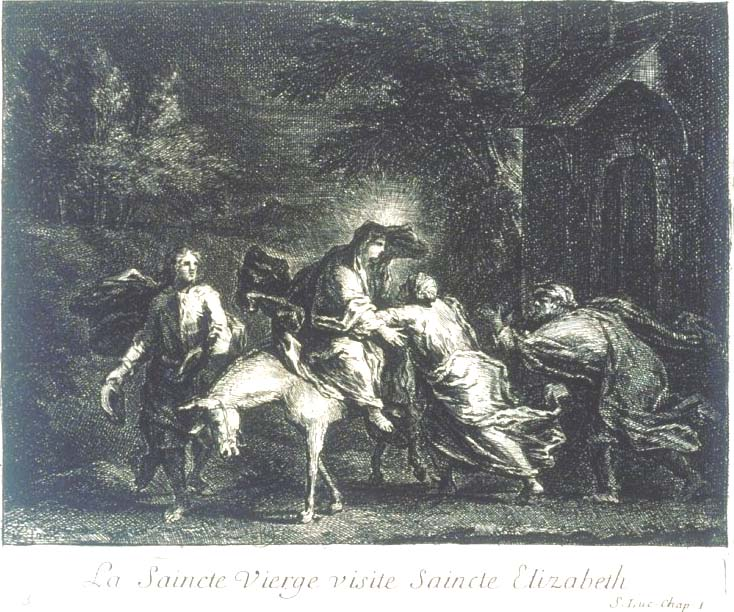
La Visitation.
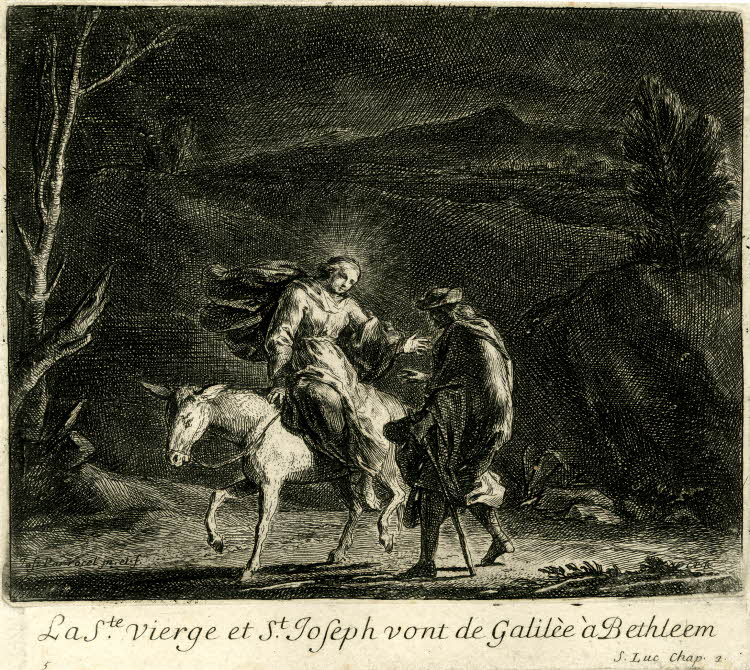
La Vierge et saint Joseph vont de Galilée à Bethléem.
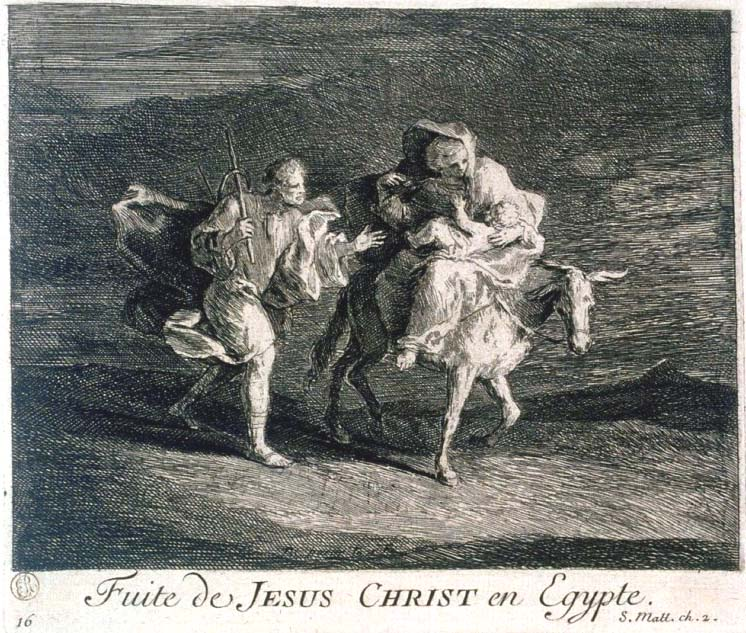
La Fuite en Égypte.
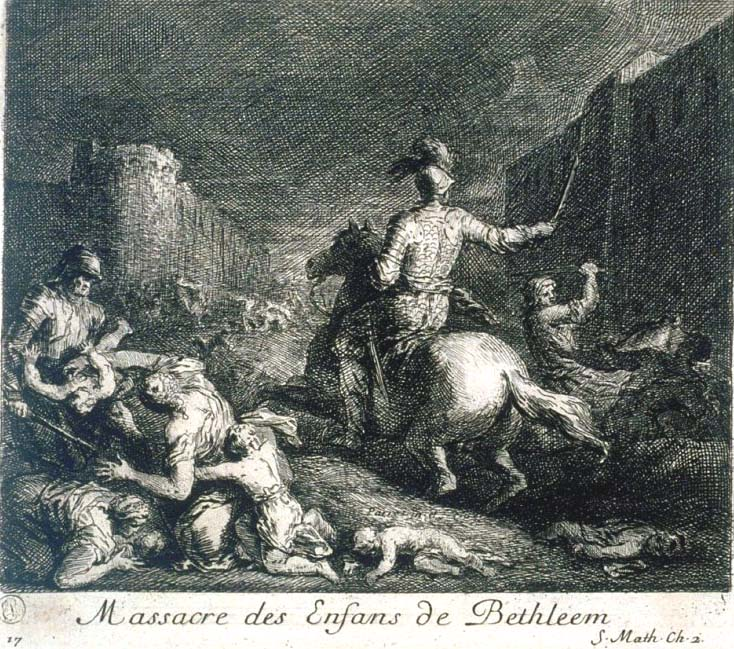
Le Massacre des innocents.
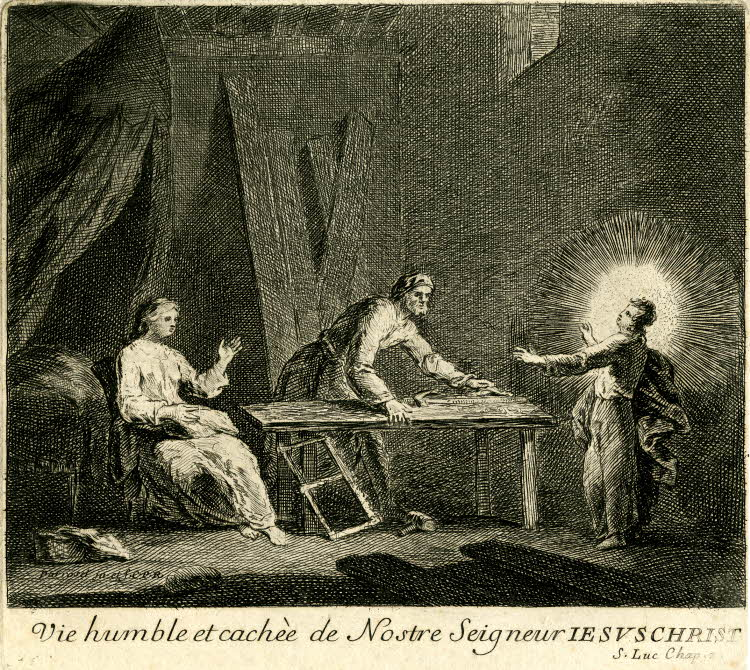
Vie humble de Jésus.

Les gravures de Joseph Parrocel sont visibles dans plusieurs musées dont :
en France
- Paris
  - musée du Louvre, département des arts graphiques[42].
  - Bibliothèque nationale de France, gallica[43]

États-Unis
- Cambridge, État du Massachusetts, Fogg Art Museum : gravures : La Vierge visite sainte Élisabeth[44].
- Chicago, Art Institute of Chicago : Midday, from The Hours of the Day[45]
- Philadelphia Museum of Art, Philadelphie : trente cinq gravures[46]
- San Francisco, California Palace of the Legion of Honor ; gravures : Adoration des bergers, Dieu révèle aux bergers la naissance de jésus, La Fuite en Égypte etc[47].

Grande-Bretagne
- Londres
  - British Museum : L'Aurore[48], Le Midi[49], Le Soir[50], La Nuit[51]